# 習正寧
习正宁（1941年—1998年11月27日），曾用名习富平，男，汉族，陕西富平人，中华人民共和国政治人物。曾任海南省司法厅厅长、海南省委政法委书记。他是习仲勋的长子，习近平和习远平同父异母的哥哥。

## 生平
1960年毕业于北京一零一中学。
中国科学技术大学1960届6系自动控制专业学生。
1984年，任陕西省委组织部青年干部处处长，主要负责对青年干部的培养和考查。
1986年，任陕西省委组织部副部长。
1987年，先后担任海南省司法厅厅长、海南省委政法委书记等职务。
1998年11月27日，因心脏病突发去世，年仅57岁。

## 家庭
- 父亲：习仲勋（1913年10月15日－2002年5月24日），曾任国务院副总理、中共中央书记处书记和全国人大常委会副委员长。
- 母亲：郝明珠（1916年6月24日－2006年4月）。
  - 大姐：习和平（1938年－1968年），在文革中不堪迫害自杀去世，留下孩子由母亲郝明珠抚养成人。
  - 二姐：习平，曾用名郝平（1939年－）。
- 儿子李明，又名习赞农，汉族，1970年出生，中共党员，中央党校研究生，1988年参加工作。1998年调任深圳海关缉私局副处级干部，曾任江门海关缉私局局长兼督察长、关党委委员、局党组书记（副厅局级），现任拱北海关党委委员、缉私局长。

## 事件
- 2016年2月29日，編程隨想的博客在Github上發佈了《趙家人》專案，整理出据称为中国大陆权贵阶层包括130多个家族、700多人的资料和关系网络。其中在6月8日，中国网络空间安全协会致信GitHub，称该项目下的一个issue（页面存档备份，存于）诽谤中华人民共和国最高领导人习近平有谋杀嫌疑，要求立刻删除。这个题为“習近平有重大殺人嫌疑！”的issue列举了16条指控习近平犯下谋杀习正宁罪行的理由，在2020年2月已有2000个以上的评论，至今仍然保持开放。该issue的作者用户名为CMB-news，可疑的是其于Github上的个人主页（页面存档备份，存于）显示该用户仅在2016年做出了数个不含任何代码的编辑，此后便无活动，亦未见其与项目zhao的正式关联。3天后GitHub公开了这封信（页面存档备份，存于）。这是GitHub收到的第一个来自代表中国大陆官方的请求[4]。